# بخش مید-اولستر
بخش مید-اولستر (به انگلیسی: Mid-Ulster District) یک بخش در ایرلند شمالی است.